# Skeleton
Skeleton is een wintersport die verwant is aan bobsleeën en rodelen.
Skeleton is een vorm van sleeën waarbij de sporter op de buik liggend met het hoofd vooruit op de slee naar beneden glijdt. Meestal wordt de sport beoefend op een bobsleebaan. Er kunnen snelheden worden behaald tot circa 140 km/h.
Skeleton is de oudst bekende sleesport. Het werd al in 1884 in Sankt Moritz (Zwitserland) als sport geïntroduceerd. Gedurende lange tijd werd de sport daarna ook alleen in die stad beoefend op de Cresta Run. Toen de Olympische Spelen in Sankt Moritz werden gehouden (in 1928 en in 1948) was skeleton ook een olympische sport. Bij de Olympische Winterspelen 2002 in Salt Lake City stond de sport voor het eerst sinds lange tijd weer op het olympische programma. In Turijn 2006 (Olympische Winterspelen 2006) was skeleton het onderdeel waar Duff Gibson (Canada) en Maya Pedersen (Zwitserland) zegevierden. Skeleton stond sindsdien ook op het olympische programma voor Vancouver 2010, Sotsji 2014 en Pyeongchang 2018.
De naam 'skeleton' is ontleend aan de kale skeletachtige slee die oorspronkelijk werd gebruikt en blijkbaar deed denken aan een skelet.
De Fédération Internationale de Bobsleigh et de Tobogganing (FIBT) is de internationale sportbond voor skeleton en bobsleeën. De FIBT legt ook de regels van de sport vast. Om concurrentievervalsing te vermijden is het gecombineerd gewicht van atleet en slee, dat een impact heeft op de snelheid, voor alle deelnemers gelijk.
|         | Maximum gecombineerd gewicht (atleet + slee) | Maximum gewicht slee |
| ------- | -------------------------------------------- | -------------------- |
| Mannen  | 115 kg                                       | 43 kg                |
| Vrouwen | 92 kg                                        | 35 kg                |

Sommige atleten monteren ballast indien het gecombineerd gewicht van atleet en slee onder het maximum toegelaten gewicht ligt, de ballast mag enkel aan de slee bevestigd worden, niet aan de atleet.
Nederlanders die deelnemen aan de wereldbeker skeleton zijn Peter van Wees en Dirk Matschenz bij de mannen en Joska Le Conté en Kimberley Bos bij de vrouwen. Laatstgenoemde was in 2018 in Pyeongchang tevens als eerste Nederlandse skeletonster actief op de Olympische Spelen. Dit had ze te danken aan de Russische skeletonster Jelena Nikitina die tijdens de wereldbekerwedstrijd in Sankt Moritz op 12 januari 2018 werd geschorst wegens doping. Kimberley Bos werd tijdens deze wedstrijd 13e. Op de spelen van 2022 in Peking schreef ze historie door als eerste Nederlander op het podium te staan in het Skeleton. Tijdens deze wedstrijd werd ze derde. De Nederlandse skeletonners zijn verenigd in The Artic Angels. Skeletonatlete Kim Meylemans uit Neeroeteren verdedigt vanaf de winter van 2014 de Belgische kleuren in het skeleton. Zij was de eerste Belgische skeletonster actief op de Olympische Spelen in Pyeongchang 2018. Ze eindigde als 14e.

## Internationale wedstrijden
De FIBT organiseert de volgende internationale wedstrijden:
- Skeleton op de Olympische Winterspelen
- Wereldkampioenschappen skeleton
- Wereldbeker skeleton
- Europese kampioenschappen skeleton